# Rhodacarus salarius
Rhodacarus salarius är en spindeldjursart som beskrevs av Wolfgang Karg 1993. Rhodacarus salarius ingår i släktet Rhodacarus och familjen Rhodacaridae. Inga underarter finns listade i Catalogue of Life.